# Coalición Conservadora (Perú)
Tras la disolución del Partido Civil como consecuencia del Crack del 29 los hacendados y gamonales perdieron su poder político. Ante esto la derecha se fragmenta en múltiples organizaciones independientes que se alían en 1930 y deciden formar la Coalición Conservadora, esta fue una coalición de partidos políticos de derecha conservadora del Perú que obtuvieron la victoria en las Elecciones generales del Perú de 1939 para regresar al orden constitucional. Su líder, Manuel Prado Ugarteche fue Presidente de la República del Perú en dos ocasiones (1939-1945) (1956-1962). Al finalizar el periodo en 1945, la alianza se disolvió, y los partidos políticos siguieron por sus propios caminos. Entre los partidos que lo integraban se encontraban miembros del Partido Conservador del Perú así como también exmiembros de la Unión Revolucionaria. Luego esta alianza formaría el Movimiento Democrático Peruano en 1956.

## Partidos coalicionistas
- Partido Constitucional Renovador del Perú
- Acción Republicana
- Partido Economista del Perú
- Partido Republicano del Perú
- Movimiento Democrático Peruano
- Partido Nacionalista del Perú
- Partido Vanguardia Democrática
- Unión Cívica Nacional
- Unión Revolucionaria
- Partido Conservador del Perú
- Partido Descentralista
- Partido Social Cristiano